# Paxar
Paxar Corporation (NYSE : PXR) est une société américaine dont le siège est à White Plains (New York), cotée au NYSE sous le symbole PXR. Son chiffre d'affaires en 2005 était de plus de 809 Millions $.

## Histoire
Paxar a derrière elle une longue histoire qui débute à la fin des années 1800, son développement historique date de 1918 chez Meyer Tag and Label Company à New York. Le fondateur de Paxar, Leon Hershaft, jeune immigrant autrichien travailla dans cette imprimerie. La compagnie Meyer se développa et Leon en devint le directeur général. Son frère Fred rejoignit la société dans les années 1940, les deux frères achetèrent alors la société.
Lors des années 1960, de plus en plus de détaillants adoptent le système du self-service, la demande en packaging explose, l'imprimerie développe de nouveaux produits pour satisfaire cette demande, comme des étiquettes pour les produits textiles. En 1969, elle change de nom pour Packaging Systems Corporation et est alors cotée en bourse.
La fabrication d'étiquettes pour les textiles continue à prospérer grâce à un changement de législation qui impose l'étiquetage obligatoire pour les vêtements de leur composition et des instructions de lavage. Paxar réalise alors des étiquettes en tissus qui seront ensuite cousues dans les différents textiles. En 1971, Paxar produit la première imprimante permettant au fabricants textiles d'imprimer eux-mêmes ces étiquettes. Cette technologie permit à la société de devenir l'un des leaders du marché américain. Comme la plupart des pays adoptèrent des lois identiques, Paxar se developpa alors en Europe, Asie et Afrique.
En 1987, la compagnie réforme ses structures, vend certaines activités et en développe d'autres, elle change à nouveau de nom pour Paxar Corporation. Elle rachète également, en 1995, une très ancienne et profitable société américaine Monarch Marking Systems (fondée en 1891) qui offre des produits complémentaires à sa gamme. Depuis lors la compagnie n'a cessé sa politique d'achat d'entreprises à travers le monde et d'investissements dans les nouvelles technologies.
L'actuel Président et Directeur général de Paxar est Robert P. van der Merwe qui fut Président de Kimberly-Clark après avoir travaillé chez Colgate-Palmolive et Xerox.

## Produits
Paxar offre les produits et services suivant: étiquettes brodées, produits codes à barres, étiquettes en carton ou autocollantes, imprimantes électroniques à transfert thermique, systèmes d'identification RFID, etc. Ses produits sont aujourd'hui utilisés dans tous les domaines industriels pour le marquage des produits, textiles ou non textiles, y compris pour les denrées alimentaires pour lesquelles les exigences en matière de sécurité se sont particulièrement accrues ces dernières années.

## Source
- compilation des données fournies sur le site officiel